# Borbin
Borbin (ukr. Борбин, Borbyn) – wieś na Ukrainie, w obwodzie rówieńskim, w rejonie dubieńskim, w hromadzie Ostróg. W 2001 liczyła 868 mieszkańców, spośród których 864 wskazało jako ojczysty język ukraiński, 3 rosyjski, a 1 inny.
W okresie międzywojennym wieś znajdowała się w granicach II RP, wchodząc w skład gminy Malin w powiecie dubieńskim, w województwie wołyńskim.

## Urodzeni
- Paweł (Łebid)